# Villalta
Villalta ist eine kleine Grafschaft in der Provinz Burgos (Spanien). Sie wurde vom spanischen König Philipp IV. mit Privileg vom 13. Mai 1628 an Ottavio Corsetto aus Palermo vergeben. Da Corsetto kinderlos war ernannte er als Universalerben seinen Neffen Ottavio Siracusa, den Sohn seiner einzigen Schwester Porzia, dessen Investitur im Staatsarchiv von Palermo (Fondo Protonotaro) aufbewahrt wird.